# Robert Walter (Architekt)

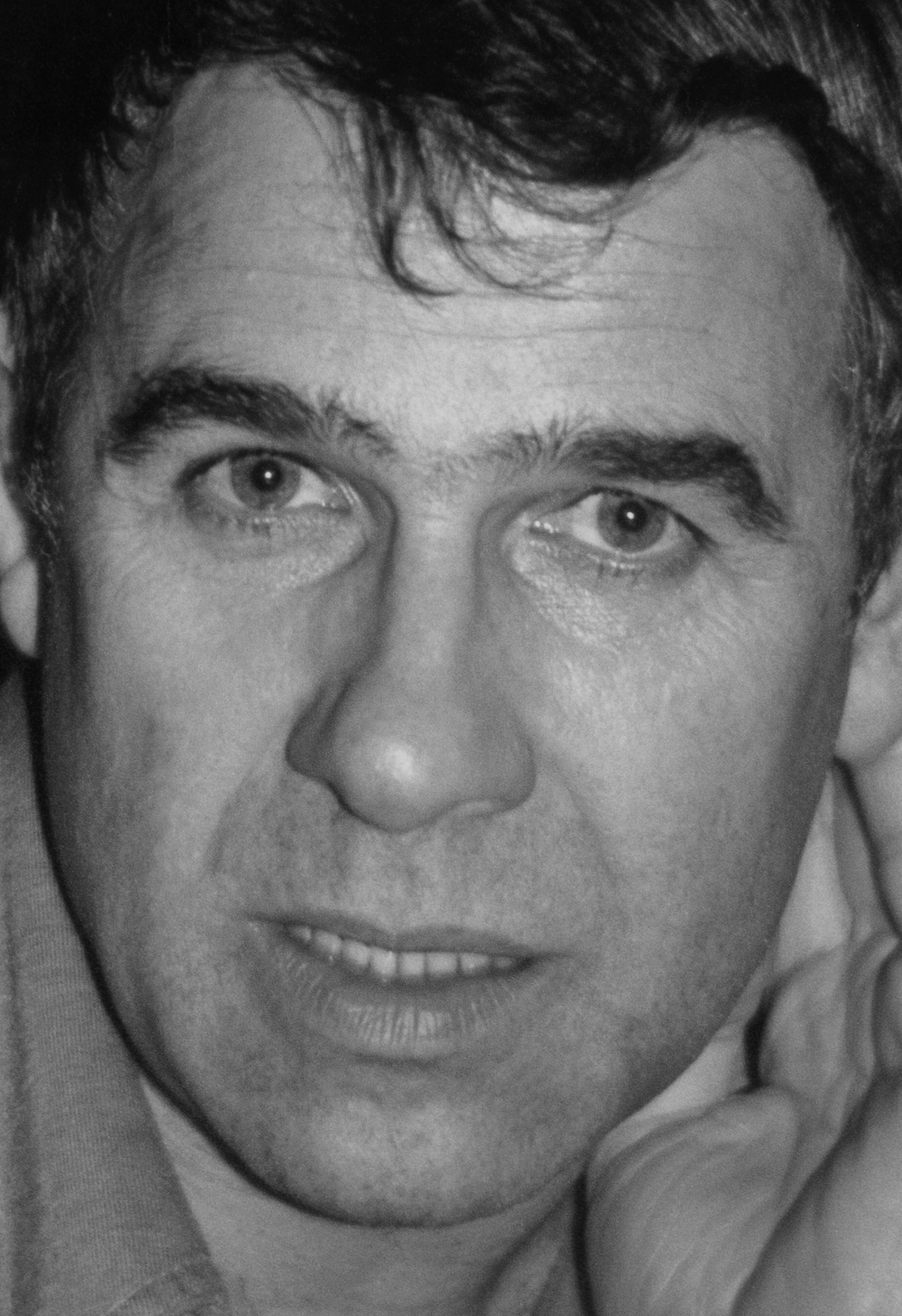
Robert Walter

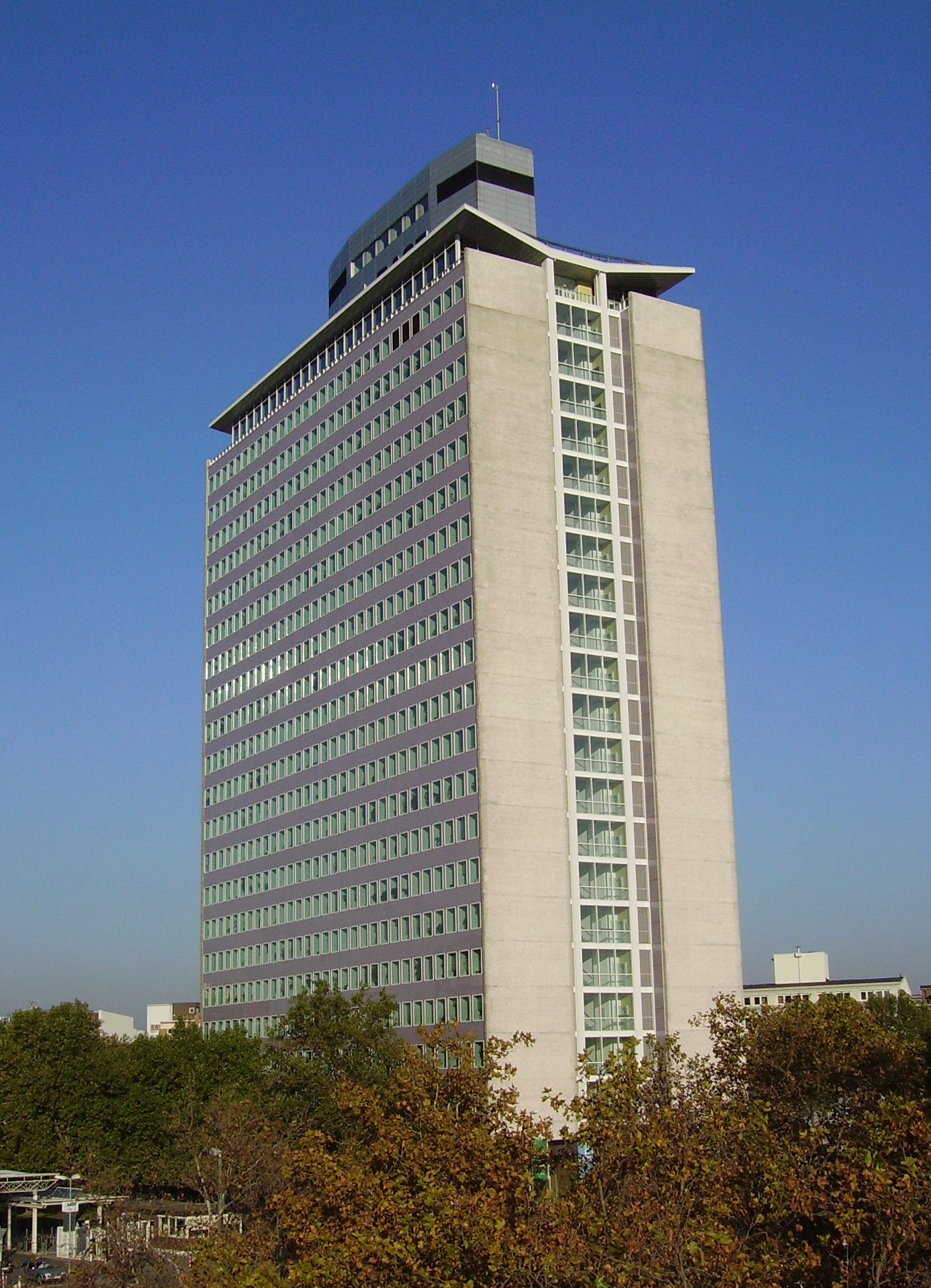
Friedrich-Engelhorn-Hochhaus der BASF in Ludwigshafen, geplant 1953, gebaut 1954–1957

Robert Walter (* 15. Februar 1928 in Feldkirch, Österreich; † 13. August 2018) war ein österreichischer Architekt. Unter dem Dach des Düsseldorfer Architekturbüros Hentrich & Petschnigg war er maßgeblich am Entwurf großer Hochhausprojekte der 1950er und frühen 1960er Jahre der Bundesrepublik beteiligt (Friedrich-Engelhorn-Hochhaus der BASF in Ludwigshafen, Dreischeibenhaus in Düsseldorf, Unilever-Haus in Hamburg u. a.). Zu seinen Projekten gehören außerdem Teile der Ruhr-Universität Bochum und das Landtagsgebäude Nordrhein-Westfalen.

## Leben und Werk
Robert Walter war der jüngste Sohn des Vorarlberger Hofrats Robert Walter und Maria Walter. Er studierte Architektur an der Technischen Hochschule Graz. Während des Studiums lernte er Fritz Eller und Erich Moser kennen, mit denen ihn eine Jahrzehnte währende berufliche Partnerschaft verband. Nach dem Architekturdiplom folgte er 1953 mit Eller und Moser einer Einladung auf den 9. Congrès Internationaux d’Architecture Moderne (CIAM) in Aix-en-Provence. Dort kamen sie in Kontakt mit bedeutenden Architekten der Moderne wie Le Corbusier.

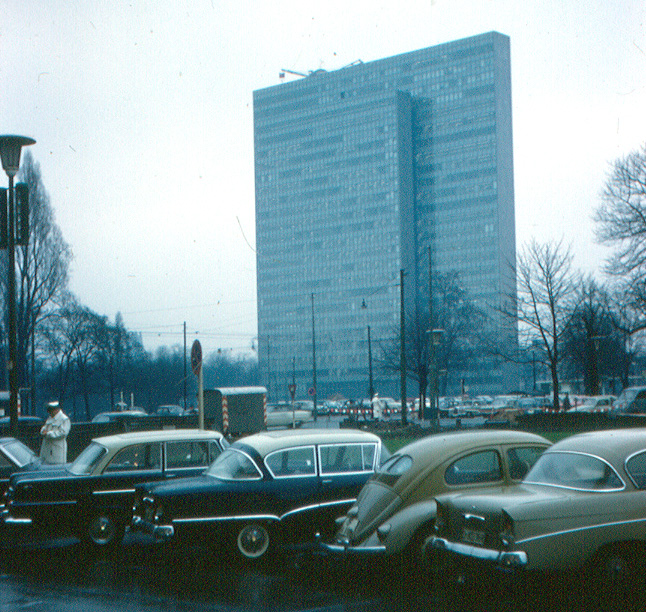
Dreischeibenhaus der Thyssen AG in Düsseldorf, geplant 1955, gebaut 1957–1960

Die drei Architekten übersiedelten nach Düsseldorf und arbeiteten als freie Architekten im Architekturbüro Hentrich & Heuser (seit 1953 Büro Hentrich & Petschnigg). Dort übernahmen sie die Bauleitung beim Wiederaufbau des kriegsbeschädigten Schlosses Jägerhof in Düsseldorf-Pempelfort. Außerdem war Walter am Wettbewerbsentwurf für das BASF-Hochhauses in Ludwigshafen beteiligt, welcher den ersten Preis gewann und dadurch der Bauauftrag erfolgte (Friedrich-Engelhorn-Hochhaus, erbaut 1954 bis 1957). Dieses Gebäude war bis 1963 das höchste Gebäude in Deutschland. 1955 folgte der Auftrag für das Düsseldorfer Dreischeibenhaus. 

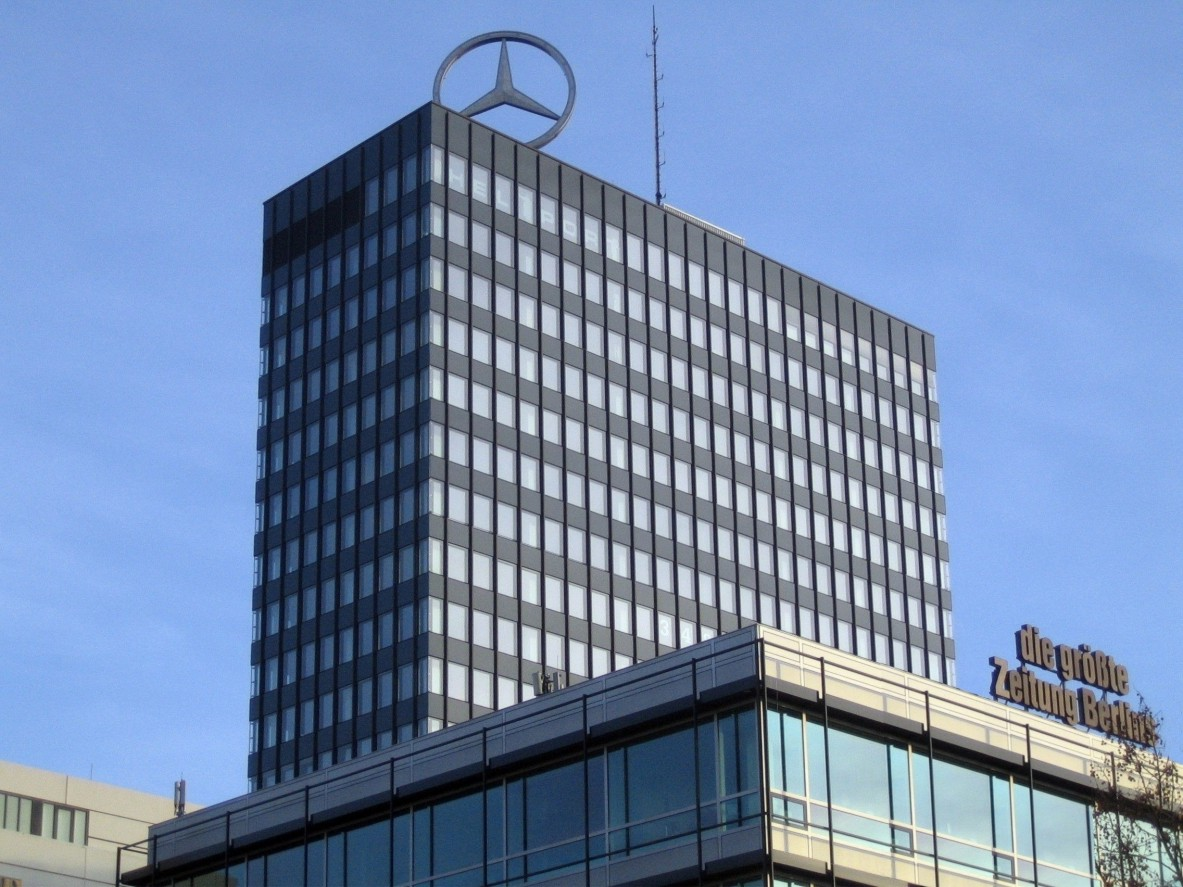
Europacenter Berlin, geplant ca. 1961, gebaut 1963–1965

Walter war im Büro Hentrich & Petschnigg u. a. maßgeblich beteiligt an folgenden Projekten: Hauptverwaltung der Hüttenwerke in Rheinhausen (Bau 1956–1957); Unilever-Hochhaus in Hamburg (Bau 1961–1964, heute unter dem Namen Emporio-Hochhaus); Bayer-Hochhaus W 1 in Leverkusen (Bau 1959–1961) sowie dem Europacenter in Berlin (Bau 1963–1965).
1959 wurde Walter zum Partner der neu benannten Arbeitsgemeinschaft Architekten BDA Hentrich, Petschnigg, Eller, Moser, Walter, Köllges, Stutz, Rüping. In Zusammenarbeit mit diesem Büro gewannen Eller-Moser-Walter 1961 den internationalen Ideenwettbewerb für die Ruhr-Universität Bochum.

1964 gründete Walter gemeinsam mit Eller und Moser das Architekturbüro EMW (Eller-Moser-Walter) mit Standorten in Düsseldorf und Bochum. Zu ihren Hauptwerken zählen die Zentraleinrichtungen der Ruhr-Universität Bochum und das 1988 fertiggestellte Landtagsgebäude Nordrhein-Westfalen. 

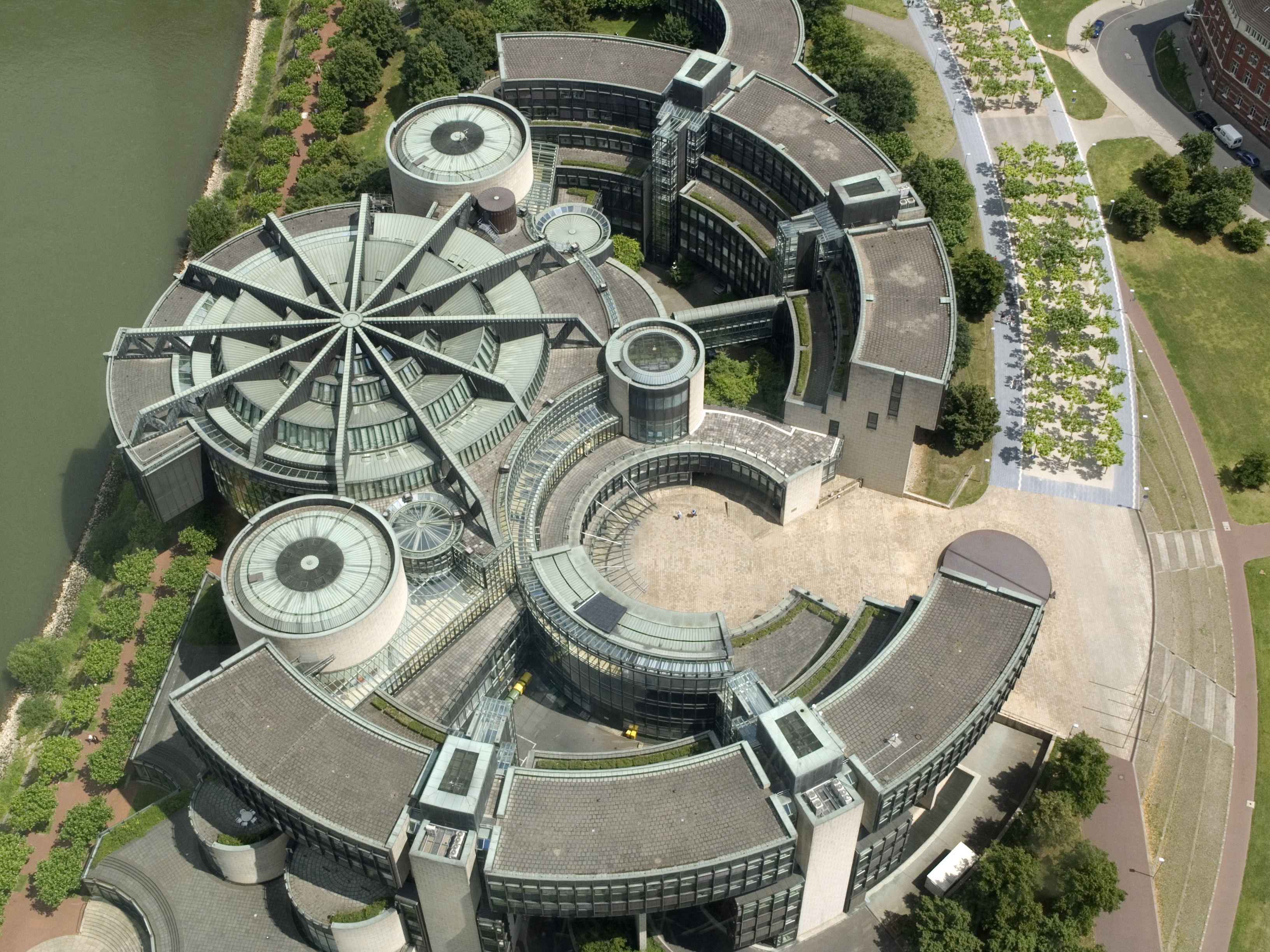
Landtagsgebäude Nordrhein-Westfalen

 Zahlreiche weitere Aufträge folgten, darunter das Progymnasium Mechernich, die Universität Dortmund, die Gesamtschule Bochum, das Schulzentrum Jülich  und die Universität Oldenburg mit Zentralbereich, Bibliothek, Mensa und Sportstätten. Außerdem entwarf das Büro EMW in den 1980er Jahren die Gesamthochschule Duisburg sowie Verwaltungsgebäude für Unternehmen und öffentliche Einrichtungen.
Walter war verheiratet und hatte vier Kinder.